# Стуковенков Михайло Іванович
Миха́йло Іва́нович Стукове́нков (5 (17) вересня 1842, Санкт-Петербург, Російська імперія —  2 (14) березня 1897, Київ, Російська імперія) — російський дерматовенеролог.

## Життєпис
Народився у Санкт-Петербурзі. 1866 року закінчив Медико-хірургічну академію в Санкт-Петербурзі. Після її закінчення працював військовим лікарем. Учасник російсько-османської війни 1877–1878 років. Під час цієї війни керував, зокрема, санітарною справою міста Плевен (Болгарія). За участь у цій війні мав нагороди від обох сторін. Зокрема, османи нагородили його орденом Сонця за організацію надання допомоги їхнім військовополоненим.
Від 1883 року — доцент кафедри дерматовенерології, від 1887 року професор Київського університету.

## Наукова діяльність
Стуковенков уперше описав низку захворювань шкіри (різновидності мікози та пемфігусу) — саркому Капоші, пухирчатку, риносклерому і грибоподібний мікоз.
Опрацював власну методику лікування пранців (сифілісу) живим сріблом (ртуттю).
Очолив у Києві комісію з боротьби з венеричними хворобами, які тоді були дуже поширені. За свою активну діяльність став почесним громадянином міста.
Найбільше досягнення Стуковенкова — створення знаменитої київської школи дерматологів, яка прославила Україну і Росію на весь світ.
Був засновником і першим головою Київського фізико-медичного товариства.

### Наукові праці
- «О применении к терапии болезней кожи средств, суживающих просвет сосудов» («Журнал для нормальной и патологической гистологии», 1872).
- «Лечение экзем посредством влажной теплоты» («Современный Лечебник», 1875).
- «К вопросу о распространении сифилиса среди рабочего населения Санкт-Петербурга и мерах против него» («Здоровье», 1882).
- «Французская и Венская дерматологические школы и задачи современной дерматологии» («Медицинская Библиотека», 1883).
- «О распространении сифилиса и мерах для борьбы с ним» («Здоровье», 1883).
- «О мерах к ограничению распространения сифилиса» (Київ, 1891).

### Учні
Один із найвідоміших учнів Стуковенкова професор Петро Нікольський першим у світі навчився діагностувати пухирчатку. У плеяді учнів Стуковенкова — видатні науковці: професори Зеленєв, Поплавський, Боровський, Ліндстрем. А кафедру після вчителя очолив професор Сергій Томашевський.